# Pleystein

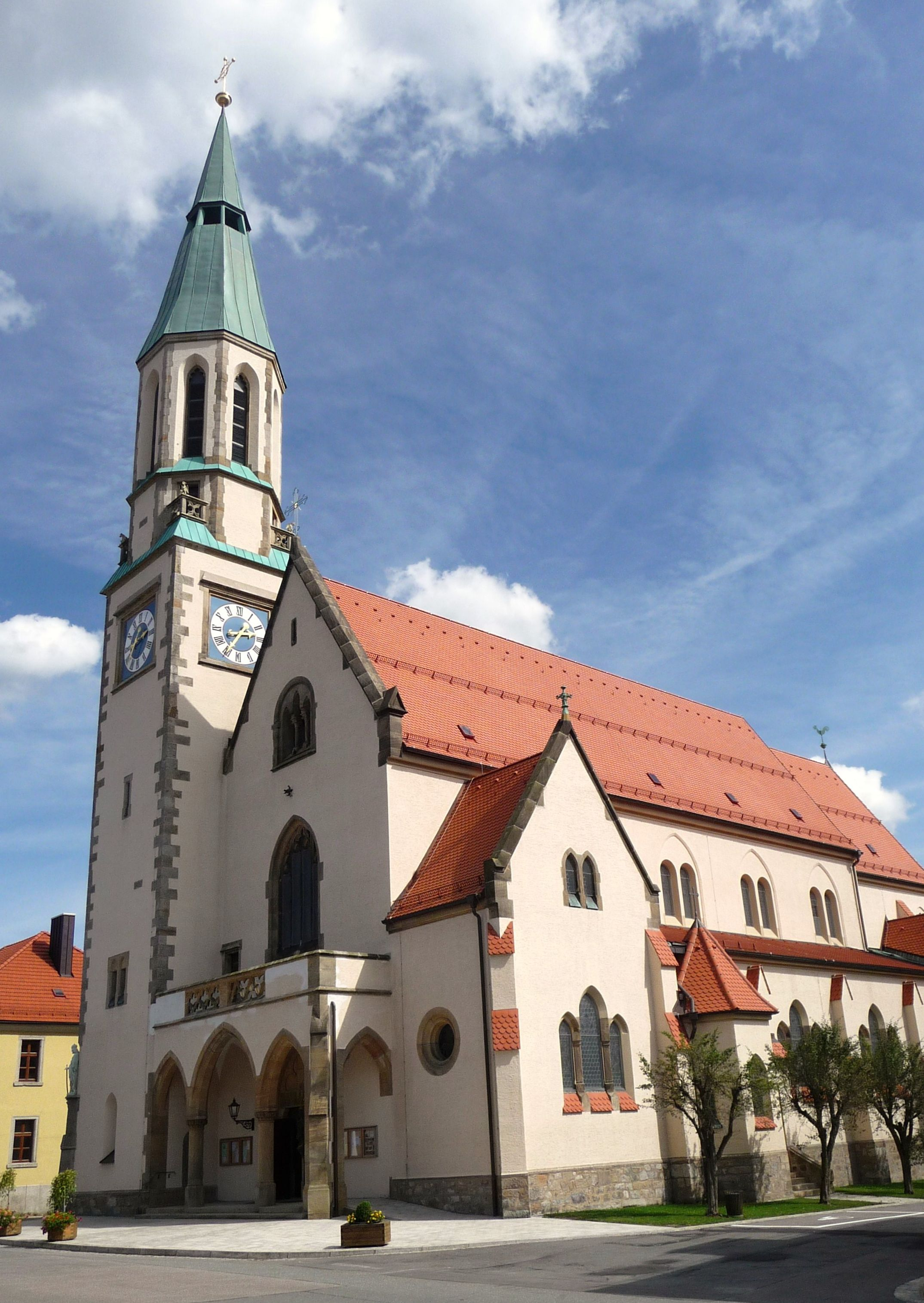
Pleystein

Pleystein este un oraș din districtul Neustadt an der Waldnaab, regiunea administrativă Palatinatul Superior, landul Bavaria, Germania.